# Naroč (jezero)
Naroč (bje. Нарач, lat. Narutis, polj. Narocz, rus. На́рочь) je jezero na sjeverozapadu Bjelorusije u Minskoj oblasti, smješteno u porječju rijeke Vilije. Najveće je jezero u Bjelorusiji, od 1921. – 1939. bilo je najveće poljsko jezero.
Naroč je uz jezera Miastru, Batorin, Blednaje dijelom Naročkih jezer'. Nastalo je krajem pleistocena prije oko 11.000 godina. Pokriva 79,6 km2, dugačko je 12,8 km, a najveća dubina je 24,8 m, prosječne dubine 8,9 m, sa 710 milijuna kubičnih metara vode. Jezero je okruženo borovom šumom. Iz jezera izvire rijeka Naroč. 
Naroč je stanište za 22 vrste ribe poput jeguljki, štuka i drugih. Obala i otočići stanište su raznim vrstama ptica poput grbavih labudova, bukoča i malih gnjuraca.

## Povijest
Ljudi su se naselili uokolo jezera prije oko 10 tisuća godina. Jezikoslovci smatraju da je ime jezera poteklo od indoeuropskog prajezičnog korijena *nar- koji je česta osnova mnogim vodenim površinama poput rijeke Vilija. Arheolozi su iskopali mnoge grobne humke Balta i Slavena koji su živjeli na obalama jezera. 
Od srednjeg vijeka mjesno stanovništvo živi uglavnom od ribolova i ratarstva. U 19. stoljeću najunosniji je bio izlov rakova, dok je u 20. stoljeću glavna lovina postala jegulja.
Tijekom Prvog svjetskog rata područje oko jezera bilo je poprište Bitke na jezeru Naroč.
Tijekom 1930-ih ribari s jezera Naroč pobunili su se protiv Poljskih vlasti u borbi za pravo izlova ribe. 
Od 1950-ih jezero je poznato po turističkim naseljima oko grada Naroča. Nacionalno pionirsko odmarališe Zubryonok nalazilo se je u blizini jezera. Nakon raspada Sovjetskog saveza odmarlište je preustrojeno u Nacionalno dječje odmaralište "Zubrania", koje je danas najvažnije dječje odmaralište u Bjelorusiji.
Godine 1999. je Parlament Bjelorusije utemeljio Nacionalni park Naroč.

## Ekologija
Između 2000. i 2002. u blizini jezera postavljena su dva vjetroagregata snage 250 i 600 kW. Osim njih postavljen je i fotonaponski sustav. Ova probna postrojenja u elektroenergetski sustav isporučuju do 1,3 milijuna kilovatsati koji bi mogli pokriti potrebe za električnom energijom za 600 do 700 bjeloruskih kućanstava.